# Missionsschule
Unter dem Begriff Missionsschule versteht man eine kirchliche Bildungseinrichtung, deren erklärtes Ziel die Ausbildung von Missionshelfern bzw. des allgemeinen Missionsnachwuchses ist. In der Regel wurde der Begriff für die in den Kolonialgebieten eingerichteten Schulen verwendet, die der Verwirklichung der jeweiligen Missionsabsichten durch Hilfe bei der Alphabetisierung der Schüler und der Vermittlung christlicher Grundkenntnissen dienlich sein sollten. Wenig bekannt sind dagegen die im Deutschen Reich zwischen 1887 und 1940 von männlichen katholischen Orden und Kongregationen geleiteten Missionsschulen.

## Missionsschulen in den deutschen Kolonien

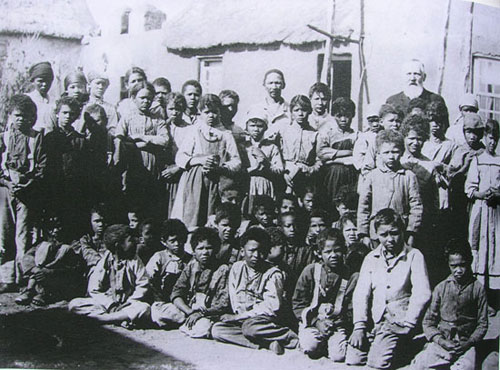
Vom deutschen Missionar Friedrich Heidmann geführte Missionsschule in Rehoboth im heutigen Namibia (1898)

Der Missions- und Kolonialpädagogik wird in der Forschungsliteratur allgemein ein eher geringer Stellenwert in der deutschen erziehungswissenschaftlichen Forschung zugeschrieben. Entsprechend kann im Bezug auf Missionsschulen ein defizitärer Forschungsstand konstatiert werden. Es kann aber zumindest festgehalten werden, dass sich einzelne Missionsschulen zum Teil massiv voneinander unterscheiden. Hier seien vor allem Fragen der Entwicklung, der kolonial- und missionspolitischen bzw. missionspädagogischen Motivik, der verschiedenen Schultypen und ihrer Funktion, der Unterrichtspraxis mit ihren Zielen und Inhalten sowie ihre Bedeutung für die Kolonialgebiete, die teilweise noch bis heute andauert, genannt. Die meisten Missionsschulen hatten aber den Anspruch, der einheimischen Bevölkerung eine „moderne[…], nach dem Muster des jeweiligen ‚Mutterlandes‘ gestaltete Schulerziehung“ zu vermitteln. Häufig waren für die Errichtung, den Betrieb und die Erhaltung von Missionsschulen Lehrer aus der kolonisierten Bevölkerungen zuständig. Sie erfüllten Vermittlerrollen zwischen europäischen Missionaren und der indigenen Bevölkerung und übersetzten religiöse Inhalte in lokale Sprachen und Kontexte. Ihnen kamen zentrale Funktionen beim Aufbau lokaler Bildungs- und Kirchenstrukturen zu.
Mit der Dekolonisation endete auch die Tätigkeit der Missionsschulen in den Kolonialgebieten.

## Missionsschulen in Deutschland
Die erste deutsche Missionsschule wurde 1800 von Johannes Jaenicke in Berlin gegründet, aus ihr entwickelte sich bis heute das Berliner Missionswerk. Insgesamt sind Missionsschulen in Deutschland bisher noch weniger erforscht als die in den Kolonialgebieten. Eine Erhebung, die 1928 von der Zentralstelle der Katholischen Schulorganisation durchgeführt wurde, identifiziert aber immerhin 49 dieser Bildungseinrichtungen, wobei die überwiegende Mehrzahl der Schulen in Bayern und Preußen angesiedelt waren. Es handelte sich bei den Missionsschulen in Deutschland um „berufsgebundene private höhere Knabenschulen mit Internat […], die in Trägerschaft der Orden und Kongregationen standen“.
Die deutschen Missionsschulen hatten die Aufgabe, künftige Missionare für den außereuropäischen Einsatz auszubilden. Viele unterrichtliche Inhalte waren darum speziell auf die spätere Tätigkeit der Schüler gemünzt. Die Missionsschulen in Deutschland richteten ihren Unterricht zwar nach dem gymnasialen Lehrplan aus, besonders in der Oberstufe besuchten aber viele Schüler als Externe ein staatliches Gymnasium, da die Missionsschulen in der Regel keine staatlich anerkannten Schulabschlüsse hatten.
Während der NS-Zeit, ab dem Jahr 1940, wurden alle Missionsschulen in Deutschland zwangsweise aufgelöst, da ein öffentliches Interesse an ihrer Existenz und ihrem Weiterbestehen als nicht gegeben angesehen wurde. Nach 1945 entstanden keine neuen Missionsschulen in Deutschland.